# Виндзор (Вирџинија)
Виндзор (енгл. Windsor) град је у америчкој савезној држави Вирџинија. По попису становништва из 2010. у њему је живело 2.626 становника.

## Демографија
Према попису становништва из 2010. у граду је живело 2.626 становника, што је 1.710 (186,7%) становника више него 2000. године.
| Група             | 2000.       | 2010.         |
| Белци             | 817 (89,2%) | 1.918 (73,0%) |
| Афроамериканци    | 83 (9,1%)   | 584 (22,2%)   |
| Азијати           | 0 (0,0%)    | 17 (0,6%)     |
| Хиспаноамериканци | 9 (1,0%)    | 72 (2,7%)     |
| Укупно            | 916         | 2.626         |